# Precuthona divae
Precuthona divae är en snäckart som först beskrevs av Mcfarland 1966.  Precuthona divae ingår i släktet Precuthona och familjen Cuthonidae. Inga underarter finns listade i Catalogue of Life.